# José Luis Viejo
José Luis Viejo Gómez (Yunquera de Henares, Guadalajara, 2 de noviembre de 1949 - Azuqueca de Henares, Guadalajara, 16 de noviembre de 2014) fue un ciclista español, profesional entre 1973 y 1982.
En su paso por categoría amateur destacan sus victorias en la Vuelta a Navarra en 1971 y, ya en el año 1972 en el Tour de Polonia y en el Memorial Valenciaga. Participó en los Juegos Olímpicos de Múnich 1972, en las categorías de Ciclismo en Ruta Individual (terminó 37.º) y Ciclismo en Ruta Contrarreloj por Equipos (terminó 12.º).
Ya en profesionales su mayor éxito deportivo lo obtuvo en 1976 al vencer en una etapa del Tour de Francia, consiguiendo el récord (todavía imbatido) de la escapada de mayor ventaja sobre el segundo clasificado, pues llegó a meta con 22' y 50" de ventaja respecto al pelotón.
Tras dejar el ciclismo regentó una administración de Loterías y Apuestas del Estado en Azuqueca de Henares. Falleció el 16 de noviembre de 2014 a causa de un cáncer.

## Palmarés
| 1971 - en los Juegos Mediterráneos de la CRE (con Carlos Melero, Javier Elorriaga y José Tena Ambrós) - 1º en la Vuelta a Navarra - Vencedor de una etapa en la Vuelta a Toledo. 1972 - Tour de Polonia - Campeón de España por Regiones 1974 - Vencedor de una etapa en la Vuelta a Andalucía - Vencedor de una etapa en la Vuelta a Aragón 1974 - Vencedor de una etapa en la Vuelta a Asturias 1976 - Vencedor de una etapa del Tour de Francia - Vencedor de dos etapas en la Vuelta a Asturias - Vencedor de una etapa en la Vuelta a los Valles Mineros - 3.º en el Campeonato de España en Ruta | 1977 - Trofeo Masferrer - Vencedor de una etapa en la Vuelta a Asturias 1978 - Vencedor de dos etapas de la Vuelta al País Vasco - Trofeo Elola - Vencedor de una etapa en la Semana Catalana 1979 - Tres Días de Leganés 1980 - Clásica de Sabiñánigo - 3º de la Clasificación General de la Vuelta a Castilla - Vencedor de una etapa en la Vuelta a Asturias - Vencedor de una etapa en la Vuelta a Cantabria 1981 - 1º en Costa del Azahar y vencedor de dos etapas. 1982 - Vuelta a Guadalajara |

## Equipos
- La Casera-Peña Bahamontes (1971 y 1973-1974)
- Super Ser (1975-1976)
- Kas Campagnolo (1977-1978)
- Teka (1979-1981)
- Zor Helios (1982)